# Noccaea virens
Noccaea virens är en korsblommig växtart som först beskrevs av Claude Thomas Alexis Jordan och som fick sitt nu gällande namn av Friedrich Karl Meyer.
Noccaea virens ingår i släktet backskärvfrön och familjen korsblommiga växter. Inga underarter finns listade i Catalogue of Life.